# جرم یقه‌سفید
جرم یقه‌سفید در اشارات حقوقی و قانونی دلالت بر سوءاستفاده افراد بلندپایه از موقعیت و مقام خود است که بیشتر با جرایم مالی همراه است. این نظریه نخستین بار در مبحث جرم‌شناسی توسط جرم‌شناس آمریکایی ادوین ساترلند در دهه ۵۰ میلادی مطرح‌شد.
بر اساس تفکرات وی جرم‌های یقه سفید بیانگر فعالیت‌های غیرقانونی است که از اشخاص سرشناس و درخور احترام صوری و طبقهٔ بالاتر جامعه سر می‌زند. شغل و موقعیت اجتماعی و اشرافی این دسته از جنایتکاران ایجاب می‌کند که مانند طبقه ممتاز جامعه بهترین و گرانبهاترین لباس با یقه سفید بر تن پوشند و صورت ظاهرشان موجب شود تا مردم به آن‌ها گمان بد نبرند و چپاول و غارتگری را دون شان انگارند.
نمونه‌های جرم یقه سفید شامل کلاهبرداری، رشوه‌خواری، ترفند پانزی، معاملات نهانی، اختلاس، جرایم اینترنتی، نقض قوانین حق تکثیر، پول‌شویی، سرقت هویت، و جعل سند و مدرک است.

## دشواری‌های تعریف
به‌طور کلی جرم‌شناسی مدرن محدودیت جرم را به مرجع مردود می‌داند، و به جای آن؛ نوع جرم و موضوع طبقه‌بندی با توجه به ویژگی مجرم را درخور بررسی می‌داند:
- با توجه به نوع جرم، به عنوان مثال، سرقت اموال، جرایم اقتصادی، و دیگر جرم‌های جنایی شرکت‌های بزرگ مانند نقض محیط زیست و قانون بهداشت و ایمنی. برخی از جرم و جنایت‌ها، تنها به دلیل و از راه هویت مجرم ممکن است، به عنوان مثال، پول‌شویی فراملّی نیاز به مشارکت کارمندان عالی‌رتبه شاغل در بانک‌ها دارد. اما اف‌بی‌آی در این مورد رویکرد باریکی اتخاذ کرده، تعریف جرم یقه سفید را به «اعمال غیرقانونی که توسط فریب، پنهان‌کاری، یا نقض اعتماد، و آنچه که نتیجهٔ نرم‌افزار یا تهدید، فشارهای جسمی یا خشونت نباشد» محدود می‌کند (۱۹۸۹، ۳). این رویکرد در ایالات متحده تقریباً فراگیر شده است؛ نگه‌داری سوابق در به‌اندازهٔ کافی جمع‌آوری کردن داده‌ها در بارهٔ وضعیت اجتماعی-اقتصادی مجرمان صورت نمی‌گیرد که این به نوبهٔ خود، برای تحقیقات و ارزیابی سیاست‌ها مشکل‌ساز است. در حالی که میزان واقعی و هزینهٔ جرم‌های یقه سفید ناشناخته مانده، اف‌بی‌آی و انجمن بازرسان تقلب (ACFE) برآورد می‌کنند که هزینهٔ سالانهٔ آن در ایالات متحده بین ۳۰۰ و ۶۶۰٬۰۰۰٬۰۰۰٬۰۰۰ دلار است (۲۰۰۹).[۲]
- با توجه به نوع مجرم، به عنوان مثال، طبقهٔ اجتماعی یا وضعیت اجتماعی-اقتصادی بالای بزهکار، قرار داشتن در مواضع اعتماد یا موقعیت شغلی، یا صلاحیت علمی، تحقیق در مورد انگیزه برای رفتار مجرمانه، به عنوان مثال، حرص و طمع، یا ترس از دست دادن وجهه اگر مشکلات اقتصادی روشن شود. «نوشتهٔ شوور و رایت (۲۰۰۰)» اشاره به ضرورت بی‌طرفی یک جرم و آنگونه که به عنوان یک قانون به‌تصویب رسیده دارد. این تقریباً به ناچار توصیف انتزاعی رفتار، و نه با اشاره به شخصیت افراد انجام‌دندهٔ آن است؛ بنابراین، تنها راهی که یک جرم و جنایت می‌تواند از دیگری متفاوت باشد در پیشینه‌ها و ویژگی‌های عاملان آن است. اغلب، اگر نه همهٔ مجرمان یقه سفید توسط صاحبان امتیاز است، که بیشتر آن با ریشه در نابرابری طبقاتی مشخص شده است.
- توسط «فرهنگ سازمانی» به جای «مجرم» یا «جرم» که با جرایم سازمان‌یافته یافته همپوشانی دارد. (اپلبام و چامبلیس) در این مورد یک تعریف دو قسمتی ارائه می‌دهد:[۳]
  - آن جرم شغلی که مرتکب آن را برای ترویج منافع شخصی، با تغییر سوابق و نشان‌دادن صورت‌حساب بیش از اندازه، یا با کلاه‌برداری از مشتریان توسط ارائه دهندگان حرفه‌ای خدمات.
  - جرم و جنایت سازمان‌یافته یا سازمانی زمانی است که مدیران شرکت‌ها اقدامات جنایی به نفع شرکت خود را با صورت‌حساب بیش از اندازه، تبانی در قیمت‌گزاری، تبلیغات نادرست، و دیگر قداماتی از این دست.